# Patrick S. Dinneen
Patrick Stephen Dinneen (en irlandais : Pádraig Ua Duinnín ; 25 décembre 1860 - 29 septembre 1934) est un lexicographe et historien irlandais, et une figure de proue du renouveau gaélique.

## Biographie
Dinneen est né près de Rathmore, comté de Kerry. Il fait ses études aux écoles nationales Shrone et Meentogues et au St. Brendan's College de Killarney. Il obtient un baccalauréat et une maîtrise de deuxième classe avec mention de l'Université royale d'Irlande. Le BA (1885) est en sciences classiques et mathématiques, le MA (1889) est en sciences mathématiques. Il rejoint la Compagnie de Jésus en 1880 et est ordonné prêtre en 1894, mais quitte l'ordre en 1900 pour consacrer sa vie à l'étude de la langue irlandaise tout en restant prêtre. Après son ordination, il enseigne l'irlandais, l'anglais, les classiques et les mathématiques dans trois collèges jésuites différents, dont le Clongowes Wood College, un pensionnat jésuite près de Clane, dans le comté de Kildare.
Il est une figure de proue de l'Irish Texts Society, publiant des éditions de Foras Feasa ar Éirinn de Geoffrey Keating, des poèmes d'Aogán Ó Rathaille, Piaras Feiritéar, Tadhg Gaelach Ó Súilleabháin et d'autres poètes. Il écrit également un roman et une pièce de théâtre en irlandais et traduit des œuvres telles que A Christmas Carol de Charles Dickens en irlandais. Son œuvre la plus connue, cependant, est son dictionnaire irlandais-anglais, Foclóir Gaedhilge agus Béarla, qui est publié pour la première fois en 1904. Le stock et les planches du dictionnaire sont détruits lors du soulèvement de Pâques de 1916, alors Dinneen en profite pour étendre le dictionnaire. Une deuxième édition beaucoup plus importante, compilée avec l'aide de Liam S. Gógan, est publiée en 1927. La demande de Dinneen à l'Irish Texts Society d'inclure le nom de Gogan sur la page de titre est refusée. Gogan continue à travailler sur la collection de mots jusqu'à sa mort en 1979. Ce dictionnaire complémentaire est publié en ligne en 2011.
Dinneen est décédé à Dublin à l'âge de 73 ans et est enterré au cimetière Glasnevin à Dublin.